# 35 هـ
35 هـ هي سنة في التقويم الهجري امتدت مقابلةً في التقويم الميلادي بين سنتي 655 و656.

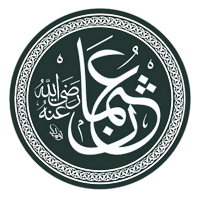
عثمان بن عفان

## أحداث
- مبايعة علي بن أبي طالب خليفة للمسلمين.

## مواليد
- يزيد بن المهلب
- القاسم بن محمد بن أبي بكر
- مالك بن أسماء

## وفيات
- عامر بن ربيعة
- مقتل عثمان بن عفان في شهر ذي الحجة.
- معبد بن العباس
- سويد بن كراع العكلي